# Walter Adrian
Walter P. Adrian (* 14. Oktober 1897 in Bern; † 1963) war ein Schweizer Schriftsteller, Kunstkritiker und Journalist.

## Leben und Werk
Walter Adrian wuchs in Bern auf und studierte nach dem Literaturgymnasium an den Universitäten Bern, Zürich und Rom. Während der Studienzeit hielt er sich oft in Italien auf und schrieb erste Erzählungen und Reisenovellen.
Adrian doktorierte 1922 in Neudeutsch, Germanistik und Kunstgeschichte mit einer Dissertation über Carl Spitteler und war anschliessend als freier Journalist tätig, besonders als Kunstkritiker bei der Zeitung Der Bund. Sein beginnendes literarisches und journalistisches Schaffen stand unter der Ägide des Feuilletonredaktors Hugo Marti. Für den Berner A. Francke Verlag war Adrian zudem als Lektor und Propagandist verantwortlich.
Weitere Reisen folgten nach Marokko, Algier, der Sahara, Mitteleuropa und in den Norden. Dazu unternahm er eine Wanderung von Rom nach Neapel durch die alte Via Appia.
Adrian war Mitglied im Berner Schriftstellerinnen und Schriftsteller Verein (BSV) und erhielt 1942 und 1957 den Schweizer Schillerpreis sowie 1948 und 1957 den Literaturpreis der Stadt Bern. Einige seiner Werke wie Artos, der Tiguriner, Der Weg nach Bibrakte und Die Stadt am Feuerberg sind jugendorientiert.

## Werke
- Die Mythologie in Carl Spittelers Olympischem Frühling. P. Haupt, Bern 1922 (Dissertation, Digitalisat).
- Georg Küffer: Hymnen. In: Wissen und Leben. 16. Jg., Nr. 1, 1. Oktober 1922, S. 247–248 (Digitalisat).
- In der Reifezeit. In: Wissen und Leben. 17. Jg., Nr. 2, 20. Oktober 1923, S. 90–100 (doi:10.5169/seals-748332#109).
- Die ewige Erdenfahrt (= Münchener Laienspiele. 60). Chr. Kaiser, München 1931.
- Rudolf von Travel – ein Dichter der alten Schweiz. In: Neue Schweizer Rundschau. 2. Jg., Nr. 7, November 1934, S. 432–436 (Digitalisat).
- Auf dem Vulkan Italiens. In: Die Berner Woche. 29. Jg., Nr. 12, 25. März 1939, S. 314–315 (doi:10.5169/seals-639169#316).
- Kämpfer in Fels und Sand. Ein afrikanisches Abenteuer. Nach wahren Begebenheiten für die Jugend erzählt. Orell Füssli, Zürich 1941.
- Au soleil d’Allah (Adaptation française d’Henri Bonifas). Editions Spes, Lausanne 1942.
- Friedliches Afrika. Feuz, Bern 1940.
- Artos, der Tiguriner. Eine Erzählung aus der Frühzeit der Schweiz. Francke, Bern 1947.
- Der Weg nach Bibrakte. Francke, Bern 1955.
- Zu einigen Bildern von Willi Meister. In: Werk. 42. Jg., Nr. 6, Juni 1955, S. 193–196 (doi:10.5169/seals-32523#1020).
- In Allahs Sonnenland. Ein marokkanisches Abenteuer. Sauerländer, Aarau / Frankfurt am Main 1957.
- Palme und Minarett. Streifzüge durch Südspanien und Marokko. Gute Schriften, Bern 1958.
- Die Stadt am Feuerberg. Eine Erzählung aus dem alten Pompeji. Orell Füssli, Zürich 1960.